# 蔣昂
蔣昂（1427年—？），字用璋，直隸蘇州府長洲縣人，民籍，明朝政治人物。

## 生平
景泰四年（1453年）癸酉科應天鄉試第七十八名舉人，五年（1454年）中式甲戌科會試第一百七十七名，三甲第二十五名進士。授樂陵縣知縣。

## 家族
曾祖蔣思齊；祖父蔣本道；父蔣天經，母盧氏。具慶下。兄蔣顒，弟蔣瓊。